# Wehrkirche Wolkertshofen

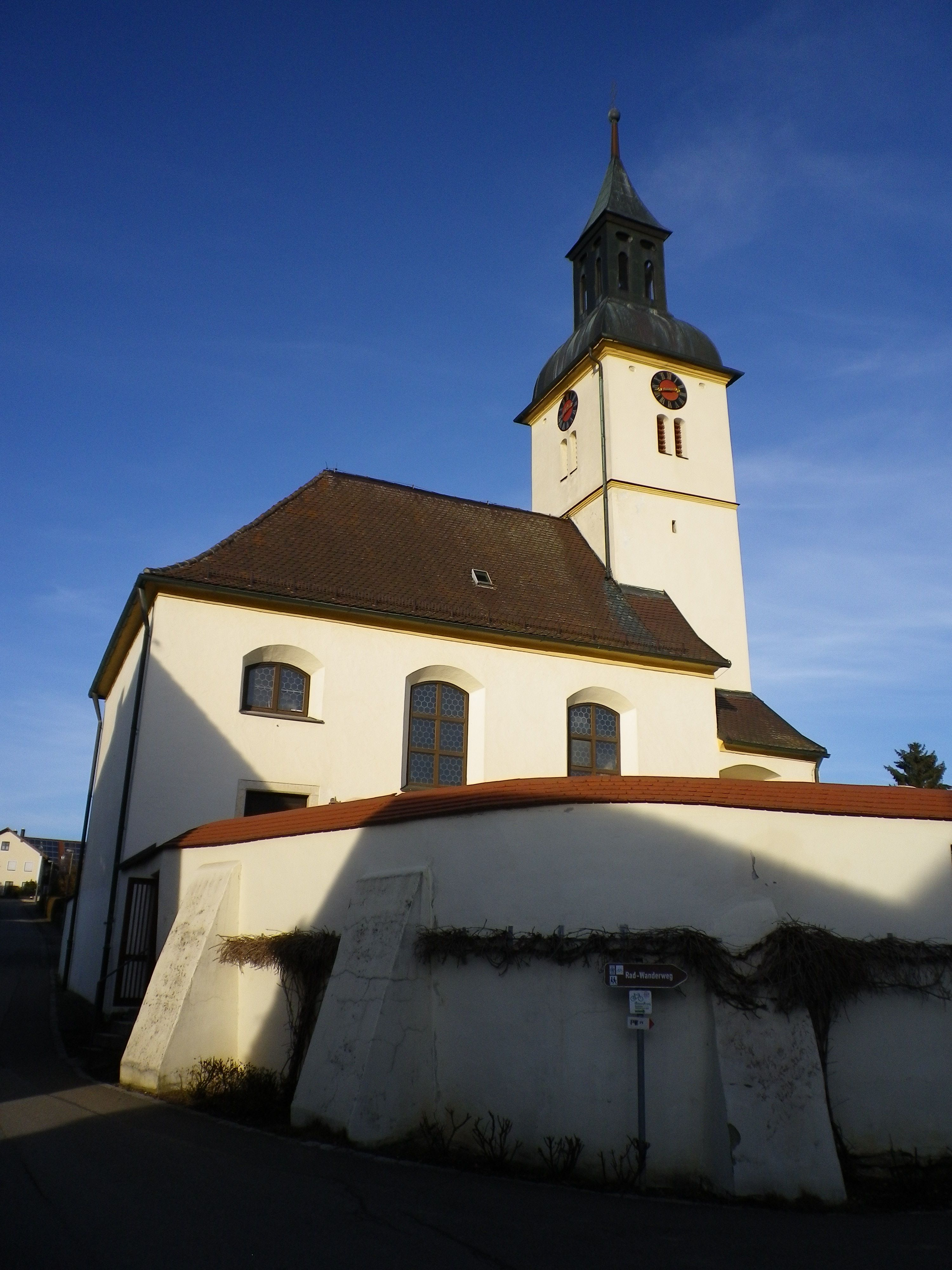
Kirche Sankt Quirinus in Wolkertshofen

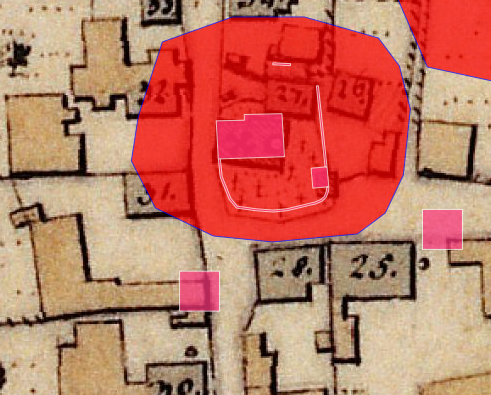
Lageplan der Wehrkirche Wolkertshofen auf dem Urkataster von Bayern

Die Kirche St. Quirinus Wolkertshofen ist eine ehemalige Wehrkirche in Wolkertshofen und Filialkirche der katholischen Pfarrei St. Nikolaus Nassenfels im oberbayerischen Landkreis Eichstätt. Die Anlage ist unter der Aktennummer D-1-76-149-14 als Baudenkmal verzeichnet. Ebenso gehört sie zum Bodendenkmal unter der Aktennummer D-1-7233-0135 mit der Beschreibung „Siedlung des frühen Mittelalters sowie mittelalterliche und frühneuzeitliche Befunde im Bereich der Kath. Filialkirche St. Quirinus in Wolkertshofen“.

## Beschreibung
Nach der Denkmalliste umfasst der Komplex die Chorturmanlage, einen Saalbau mit Walmdach, dessen Turmuntergeschosse romanischen Ursprungs sind. Der barocke Aufbau stammt aus dem Jahr 1687 und wurde durch den Eichstätter Baumeister Jakob Engel errichtet, zudem ein Langhaus von 1713–1715 und die spätmittelalterliche Friedhofsbefestigung mit Torturm.
Der Hochaltar ist aus der Zeit um 1700, die Seitenaltäre werden auf die Mitte des 17. Jahrhunderts datiert. Eine Besonderheit ist das mechanische Uhrwerk von 1925 in der Turmuhr des Uhrmachers L. M. Riedl aus Nürnberg, das bis heute noch täglich per Hand aufgezogen werden muss. Von der ehemaligen Wehranlage ist noch der Torturm erhalten. 
Von Dezember 2021 bis Mai 2022 wurde das Kirchengebäude wegen Einsturzgefahr gesperrt, eine grundlegende Sanierung konnte aus finanziellen Gründen noch nicht durchgeführt werden.

## Geschichte
1456 stiftete der Nassenfelser Pfarrer und Domherr zu Freising Hermann Schreiber ein „Widdum“ zu Wolkertshofen. In den Unterlagen wird 1689 vermerkt, dass der Turm und die Friedhofsmauer repariert worden seien. 1713 bis 1715 betrugen die Kosten für die Turmreparatur sowie die Erweiterung und den Neubau des Langhauses 1.320 Gulden. 1755 übernimmt das Bistum die Kosten von 160 Gulden für den Bau des Kirchturms, da sich der frühere Decimator, das Kloster Rebdorf, weigert zu zahlen. 1836 erfolgt für 234 Gulden eine weitere Reparatur der Kirche. 2012 wurde die Sanierung des Glockenstuhls abgeschlossen.

## Orgel

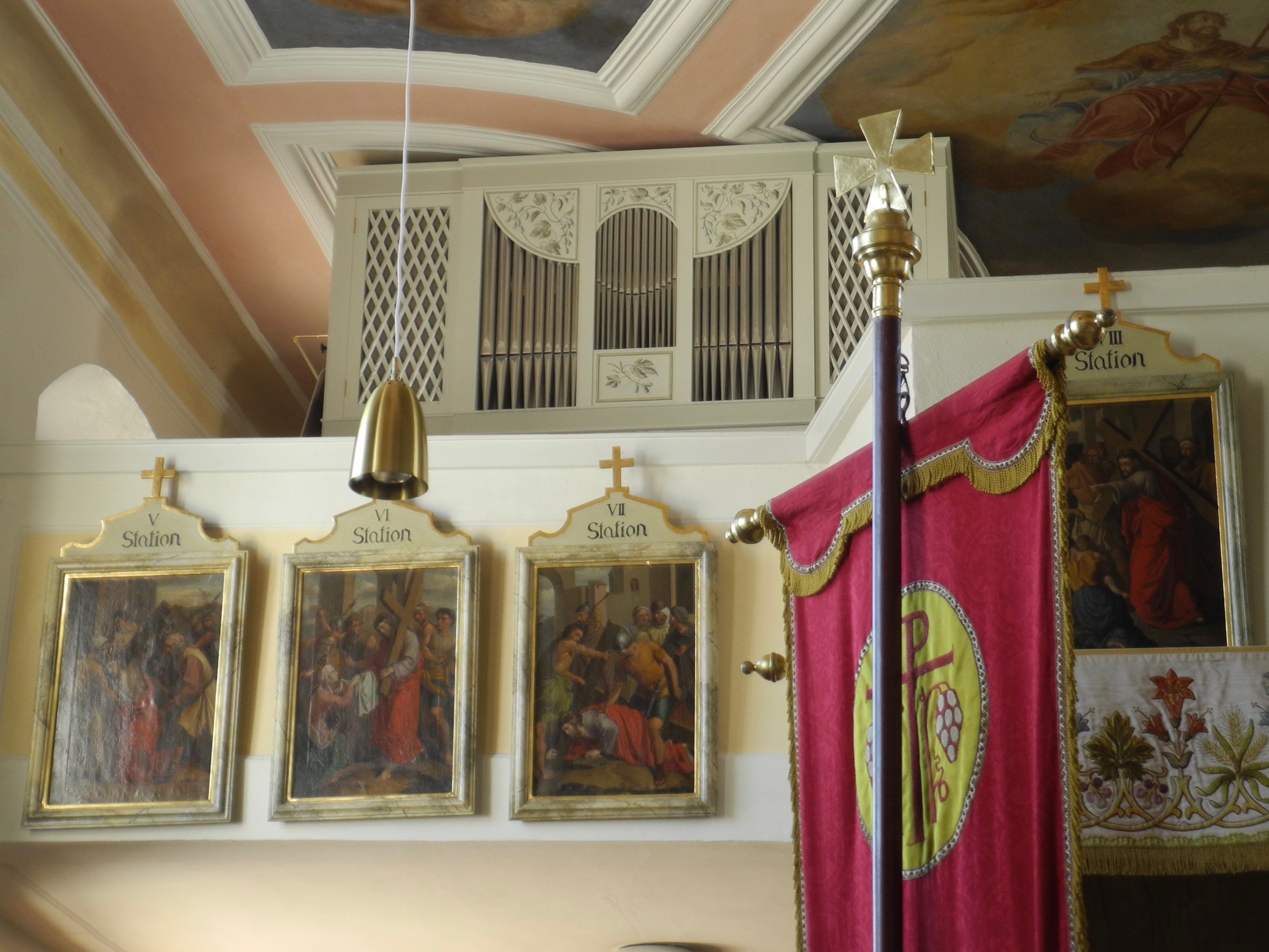
Wegscheider-Orgel von 2017

2017 wurde eine neue Orgel der Orgelwerkstatt Wegscheider aus Dresden mit zwei Manualen und 480 Pfeifen eingeweiht. Das Instrument verfügt über zehn Register mit einer Wechselschleife und einem Vorabzug. Die Disposition lautet wie folgt:
| I Manual C–f3 |       |
| Principal     | 8′    |
| Octave        | 4′    |
| Octave        | 2′    |
| Quinte        | 1 ⁄3′ |

| II Manual C–f3 |        |
| Gedackt        | 8′     |
| Quintadena     | 8′     |
| Rohrflöte      | 4′     |
| Nasat          | 3′     |
| Principal      | 2′     |
| Terz           | 1 3⁄5′ |

| Pedal C–d1 |     |
| Subbass    | 16′ |

- Koppeln: II/I, I/P, II/P

## Glocken
Das vierstimmige Geläut (g′ – h′ – d″ – e″) besteht aus drei Glocken der Passauer Glockengießerei Rudolf Perner aus dem Jahr 1950 sowie einer 1924 in Kempten gegossenen Glocke von Heinrich Ulrich.